# Higashi
Higashi (東村?) è un villaggio giapponese con circa 1 700 abitanti della prefettura di Okinawa.
Si trova nell’est dell’isola di Okinawa